# Hugh Herland
Hugh Herland, o Hereland (1330 – 1411), è stato un architetto e artigiano inglese.

## Biografia
Figlio dell'artigiano e falegname William Herland, con il quale collaborò dal 1360 fino al 1375..
La sua notorietà è dovuta al suo lavoro svolto inizialmente assieme al padre William alla Westminster Hall di Londra, che si caratterizzò per una copertura lignea di quercia lunga ben settantuno metri e priva di qualunque sostegno intermedio.
Questa costruzione risultò frutto di tutta la tradizione anglosassone nel campo dell'architettura e della carpenteria.

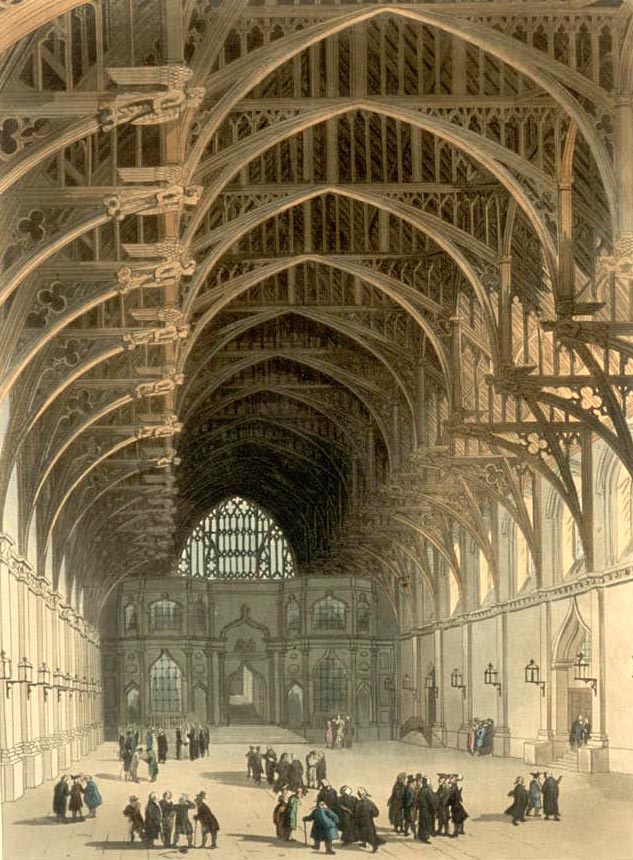
Roof, Westminster Hall

La copertura utilizzata come struttura portante di forma triangolare, tipicamente usata nelle chiese francescane, fu sorretta da mensole prominenti dal muro e unite tramite un grande arco.
Questa soluzione consentì ad Herland di realizzare una struttura con una grande altezza senza la necessità di introdurre elementi intermedi e trasversali.
Durante la sua carriera lavorò come capo carpentiere per conto di Riccardo II d'Inghilterra, ed anche per William di Wykeham al New College nel 1384.
Partecipò anche a lavori eseguiti presso il Castello di Windsor, il Palazzo di Westminster, la Torre di Londra, il Castello di Rochester e il Castello di Portchester.
Herland, pur appartenendo a pieno titolo alla grande tradizione architettonica inglese lignea, si può definire come uno dei primi maestri  del suo Paese di rinomanza internazionale.